# 永田俊
永田 俊（ながた とし、1958年 - ）は、日本の海洋学者。東京大学名誉教授。専門は海洋生物地球化学、海洋微生物生態学。

## 人物・経歴
長野県生まれ。1981年3月に東京都立大学理学部生物学科を卒業。1987年11月に京都大学大学院理学研究科動物学専攻博士課程を修了し、理学博士の学位を取得した。
1989年2月から1991年7月までデラウェア大学海洋学部研究員を務めた。1991年8月に帰国し、名古屋大学水圏科学研究所助手となった。
1995年9月、東京大学海洋研究所助教授に就任。2000年4月、京都大学生態学研究センター教授に転任。2008年4月には再び東京大学に戻り、海洋研究所教授、2010年4月からは東京大学大気海洋研究所教授を務めた。
2024年3月に東京大学を定年退職し、同年4月に東京大学名誉教授の称号を受けた。研究分野は海洋生物地球化学、海洋微生物生態学。

## 受賞
- 1994年：日本海洋学会岡田賞[2][5]
- 2003年：日本海洋学会日高論文賞[2]
- 2018年：日本海洋学会賞[2]

## 著作
- 『流域環境評価と安定同位体―水循環から生態系まで』（宮島利宏と共編）京都大学学術出版会、ISBN 978-4876987399
- 『温暖化の湖沼学』（熊谷道夫・吉山浩平と共編）京都大学学術出版会、ISBN 978-4876985906

### 訳書
- デイビッド・Ｌ・カーチマン著『微生物生態学－ゲノム解析からエコシステムまで－』京都大学学術出版会、ISBN 978-4814000470